# Shackerstone
Shackerstone es una localidad situada en el condado de Leicestershire, en Inglaterra (Reino Unido), con una población estimada según el censo de 2011 de 921 habitantes.
Se encuentra ubicada al noroeste de la región Este de Inglaterra, al norte de Londres y a poca distancia de las ciudades de Leicester —la capital del condado— y Charnwood.